# Jan Southworth
Jan Southworth, ang. John Southworth (ur. ok. 1592 w hrabstwie Lancashire, zm. 28 czerwca 1654 w Tyburn) – święty Kościoła katolickiego, angielski kapłan, męczennik, ofiara prześladowań antykatolickich okresu reformacji.
Pochodził z rodziny katolickiej. Po wyjeździe na kontynent podjął studia w Kolegium Angielskim w Douai, które zakończył w 1618 roku przyjmując święcenia kapłańskie. W okresie nauki występował pod przybranym nazwiskiem. O początkowym okresie jego działalności zachowały się skąpe informacje z których wynika, że 13 października 1619 roku wysłany został na misje do ojczyzny. W 1623 roku sprawował posługę kapłańską w okolicach Londynu, a później pełnił obowiązki spowiednika w przy brukselskim zgromadzeniu zakonnym benedyktynek. Przed 1627 rokiem ponownie podjął apostolat w kraju i po raz pierwszy został aresztowany. Przetrzymywany był w Lancaster Castle i więzieniu Clink. Wstawiennictwu Henrietty Marii Burbon zawdzięczał zamianę wyroku śmierci na karę banicji. Wyjechał w towarzystwie piętnastu innych skazańców 11 kwietnia 1630 roku. Do Anglii powrócił w dwa lata później. Po wybuchu epidemii w Londynie w 1636 roku zajmował się pomocą potrzebującym współpracując z oficjalnymi instytucjami. W tym okresie współdziałał z Henrykiem Morse'em. Aresztowanego, powtórnie wybawiła interwencja królowej. Ostatni raz uwięziono Jana Southwortha w 1654 roku. Mimo iż za jego uwolnieniem wstawiali się ambasadorowie i przychylności sędziów, wobec odmowy zaprzestania działalności duszpasterskiej, jako recydywista został skazany, a śmierć poniósł przez powieszenie i poćwiartowanie.
Jan jest patronem świątyni w Cleveleys i szkoły w Nelson.
Relikwie świętego Jana Southwortha znajdują się w Katedrze Westminsterskiej.
Beatyfikowany 25 grudnia 1929 roku przez papieża Piusa XI, a kanonizowany został w grupie Czterdziestu męczenników Anglii i Walii przez Pawła VI 25 października 1970 roku.
Wspomnienie liturgiczne przypada w dies natalis (28 czerwca).